# And Their Name Was Treason
And Their Name Was Treason är debutalbumet från post-hardcore-gruppen A Day to Remember. Det sålde 8000 exemplar av endast mun till mun-rekommendationer. Det är bandets enda album på Indianola Records eftersom framgången av detta album ledde till att de signades hos Victory Records.

## Låtlista
1. "Intro" – 0:42 (med ljud från Donnie Darko)
2. "Heartless" – 2:45
3. "Your Way With Words Is Through Silence" – 3:53
4. "A Second Glance" – 2:53
5. "Casablanca Sucked Anyways" – 2:57
6. "You Should Have Killed Me When You Had the Chance" – 3:34
7. "If Looks Could Kill" – 3:18
8. "You Had Me at Hello" – 4:29
9. "1958" – 4:29 (med ljud från The Boondock Saints)
10. "Sound the Alarm" – 1:49 (med ljud från Shaun of the Dead)